# Ruta 4105
Die Ruta 4105 ist eine Gemeindestraße im südamerikanischen Andenstaat Bolivien.

## Streckenführung
Die Straße hat eine Länge von 37 Kilometern und führt durch die nordöstlichen Ausläufer der Cordillera Oriental im Municipio Sacaba.
Die Ruta 4105 verläuft von Süden nach Norden im nordöstlichen Teil des Departamento Cochabamba und ist ein Abzweig von der Ruta 4 in Colcapirhua, die Straße endet an der Ruta 4101 nahe der Laguna Escalerani.

## Straßenabschnitte im Municipio Tiquipaya
- km 000: Colcapirhua Rotondo Reducto
- km 006: Tiquipaya
- km 024: Jampina Huasi
- km 027: Montecillo Verde
- km 031: Titiri La Cumbre
- km 037: Cruce Ruta 4101